# 37.º Prêmio Vladimir Herzog
O 37º Prêmio Vladimir Herzog teve os seus vencedores anunciados pela reunião da Comissão Julgadora em sessão pública realizada na Câmara Municipal de São Paulo no dia 30 de setembro de 2015.

## Vencedores
Arte
- Vencedor: “Maioridade penal” | Gregório de Holanda Vieira | Diário de Pernambuco (PE)

- Menção honrosa: “Redução da maioridade penal” | Jarbas Domingos de Lira Jr. | Diário de Pernambuco (PE)

Fotografia
- Vencedor: “Haitiano toma banho em mictório” | Ronny José dos Santos | Jornal Agora (SP)

- Menção honrosa: “Batalha olímpica” | Pedro Kirilos Mattar de Oliveira | Jornal O Globo (RJ)

Jornal
- Vencedor: “Floresta Amazônia” | Leonêncio Nossa Jr. | O Estado de S. Paulo (SP)

- Menção honrosa: “Racismo, um crime silenciado” | Marcella Fernandes de Camargo | Correio Braziliense (DF)

Internet*
- Vencedores:

“As quatro estações de Iracema e Dirceu” | Ângela Bastos | Diário Catarinense (SC)
“Rota 66, a confissão” | Marcelo Godoy | O Estado de S. Paulo (SP)
*O júri optou, nessa categoria, por escolher dois vencedores, sem menção honrosa.
Rádio
- Vencedor: “Mães da fé” | Caetano Cury | Rádio Bandeirantes (SP)

- Menção honrosa: “A doce ação” | Róbson Machado de Souza | Rádio Tupi (RJ)

Revista
- Vencedor: “Os filhos do Bolsa Família” | Cristiane Barbieri | Época Negócios (SP)

- Menção honrosa: “Precisamos falar sobre Romeo…” | Rodrigo Ratier | Nova Escola (SP)

Documentário de TV
- Vencedor: “Em busca da verdade” | Lorena Silva | TV Senado (DF)

- Menção honrosa: “A revolta da chibata” | Vera Regina | TVE (RS)

Reportagem de TV
- Vencedor: “Estrada da fome” | Daniel Paulino Mota | Record (SP)[2]

- Menção honrosa: “A questão racial – da ditadura à democracia” | Débora Brito | TV Brasil (DF)